# Charlie DePew
Charles Bradfield DePew, ou simplement connu comme Charlie DePew, est un acteur américain né le 22 mai 1996 à Pasadena en Californie. 
Il est notamment connu pour le rôle de Jake Salt dans la série télévisée américaine Famous in Love.

## Biographie
Charlie DePew est né le 22 mai 1996 en Californie. Passionné par la comédie depuis son plus jeune âge, il commence à jouer la comédie dès l'école primaire en interprétant Charlie Brown dans une pièce scolaire.
Il fait ses premiers pas en tant que professionnel en 2010 en apparaissant dans le premier épisode de la série télévisée Shake It Up où il fait la rencontre de Bella Thorne avec qui il travaillera plus tard sur Famous in Love.
En 2012, il fait ses débuts au cinéma avec un petit rôle dans le film The Amazing Spider-Man dans lequel il joue Philip, le frère de Gwen Stacy, interprétée par Emma Stone. Il reprendra le rôle, toujours pour une courte apparition, dans le deuxième volet intitulé The Amazing Spider-Man : Le Destin d'un héros.
Entre 2015 et 2016, il joue deux rôles récurrents dans les séries télévisées Awkward et Les Goldberg puis en 2017, il rejoint la distribution principale de la série télévisée Famous in Love dans laquelle il interprète Jake Salt, le meilleur ami et colocataire de l’héroïne dont le rêve est de devenir scénariste.

## Filmographie

### Cinéma
- 2012 : The Amazing Spider-Man de Marc Webb : Philip Stacy
- 2014 : The Amazing Spider-Man : Le Destin d'un héros (The Amazing Spider-Man 2) de Marc Webb : Philip Stacy
- 2015 : Pass the Light de Malcolm Goodwin : Wes
- 2017 : The Bachelors de Kurt Voelker : Mason

### Télévision
| Année(s)  | Téléfilm(s) / Série(s) | Rôle            | Notes                                      |
| --------- | ---------------------- | --------------- | ------------------------------------------ |
| 2010      | Shake It Up            | Alex Scott      | Les Auditions (saison 1, épisode 1)        |
| 2011      | Des jours et des vies  | Un patient      | 2 épisodes                                 |
| 2012      | Bad Fairy              | Rodney Hooper   | Téléfilm                                   |
| 2013      | Aliens in the House    | Al              | Téléfilm                                   |
| 2014      | Mad Men                | Sean Glaspie    | Nouvelle perspective (saison 7, épisode 7) |
| 2014      | Terry the Tomboy       | Brett           | Téléfilm                                   |
| 2015      | Awkward                | Troy Langworthy | Personnage récurrent (saison 5)            |
| 2015-2016 | Les Goldberg           | Anthony Balsamo | Personnage récurrent (saisons 2 et 3)      |
| 2016      | The Ranch              | Josh Thompson   | Ancien Champion (saison 1, épisode 3)      |
| 2017-2018 | Famous in Love         | Jake Salt       | Personnage principal                       |